# 乔·史密斯

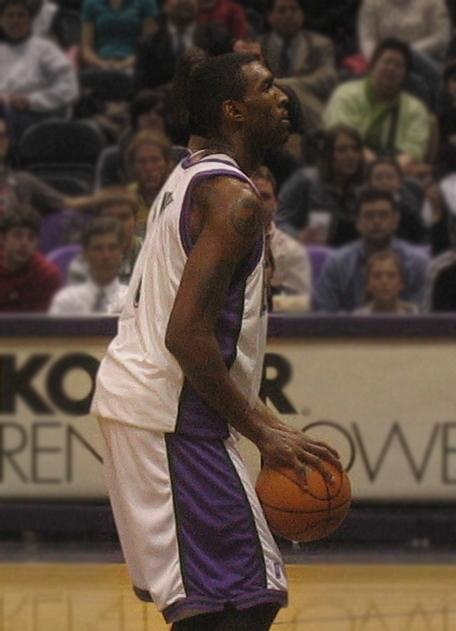
乔·史密斯

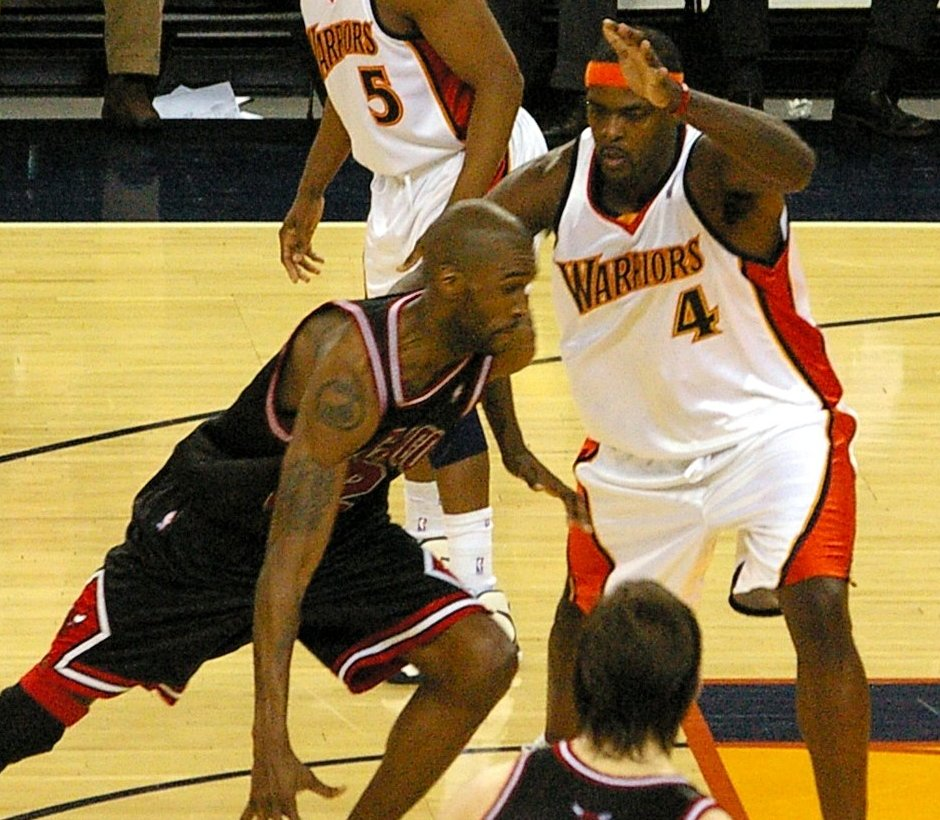
乔·史密斯

约瑟夫·莱纳德·史密斯（英語：Joseph Leynard Smith，1975年7月26日—），美国职业篮球运动员。史密斯身高2.08米，体重102公斤，场上司职大前锋或中鋒。

## NBA生涯
史密斯出生于弗吉尼亚州，大学就读于马里兰大学。1995年，史密斯在当年的NBA选秀中于第一轮第一位被金州勇士队选中。在他的新秀赛季中，史密斯表现出色，在当年最佳新秀评选中，他仅次于达蒙·斯塔德迈尔，位居第二。1997年底，史密斯被勇士队送往费城76人队，由于在新队中无法找到自己的定位，史密斯的表现从此一落千丈。
1998年，史密斯以令人惊讶的底薪与明尼苏达森林狼队签约，由于该队拥有全明星大前锋凯文·加内特，史密斯更多的作为小前锋出场，表现不错。但是在2000年，史密斯被揭发出与森林狼总经理凯文·麦克海尔有秘密约定，麦克海尔承诺两年后会给史密斯提供上千万美元的肥约，以换取其以低薪加盟。森林狼队因此被处以350万美元罚款，并被剥夺了三个首轮选秀权（最初为五个，后来又返还了两个）。
2000年，史密斯转与底特律活塞队签约，次年又转回森林狼队。2003年，史密斯与密尔沃基雄鹿队签约，效力了三个赛季后，史密斯与丹佛掘金队签约，但只打了11场便和安德烈·米勒一道被交换去费城，以交换艾伦·艾弗森。
2007年，史密斯与芝加哥公牛队签约，在赛季中，他被交换去克里夫兰骑士队。赛季结束后，他又被交易至俄克拉何马城雷霆。
2009年3月1日，雷霆队买断了史密斯剩余的合同并释放了他。两天后，他同意了重新加入骑士。

## BIG3生涯
2017年，史密斯加盟退役球员联赛——美国BIG3联赛球队幽靈搓球機。

## 外部連結
- TheDraftReview.com – Smith's NBA Draft History Page （页面存档备份，存于）
- NBA.com Profile – Joe Smith （页面存档备份，存于）